# GD&TOP
GD&TOP é uma dupla sul-coreana formada em 2010 por G-Dragon e T.O.P, membros do grupo Big Bang.

## Carreira

### 2006–2011: Início, formação eGD&TOP
Antecedendo a formação do Big Bang, G-Dragon e T.O.P haviam sido amigos de infância. Mais tarde, já como integrantes do grupo, os dois escreveram conjuntamente a canção "We Belong Together", que tornou-se o primeiro single lançado pelo Big Bang, presente em seu álbum single de estreia: BIGBANG (2006). Em novembro de 2010, a YG Entertainment anunciou oficialmente a formação da subunidade entre os dois, sob o nome de GD&TOP, além do lançamento de seu álbum de estreia auto-intitulado. Posteriormente, os dois realizaram um showcase ao vivo a fim de promovê-lo, o evento foi realizado no Times Square em Yeongdeungpo, Seul e transmitido ao vivo pelo Youtube, dez dias antes de seu lançamento oficial. Lançado em 24 de dezembro de 2010, seu álbum homônimo estreou na primeira colocação da parada Gaon Album Chart da Gaon, com vendas de 130,000 cópias. As canções "High High", "Oh Yeah" e "Knock Out", foram lançadas como singles e obtiveram êxito comercial, alcançando as primeiras colocações nas paradas sul-coreanas. A dupla ainda lançou vídeos musicais para as canções "High High", "Knock out" e "Baby Good Night", entretanto, o lançamento de seu vídeo para a canção "Don't Go Home", que havia sido programado para 1 de fevereiro de 2011, foi postergado até o mês de junho, quando foi lançado através do DVD do Big Bang, de nome Big Show 2011. A faixa havia sido proibida de ser transmitida pela emissora MBC, que a considerou "imprópria para a transmissão pública", devido seu conteúdo lírico.  O mesmo também ocorreu com a canção  "Knock Out", que foi proibida de transmissão nas emissoras KBS, MBC e SBS, com alegação relacionada ao seu título e letra.

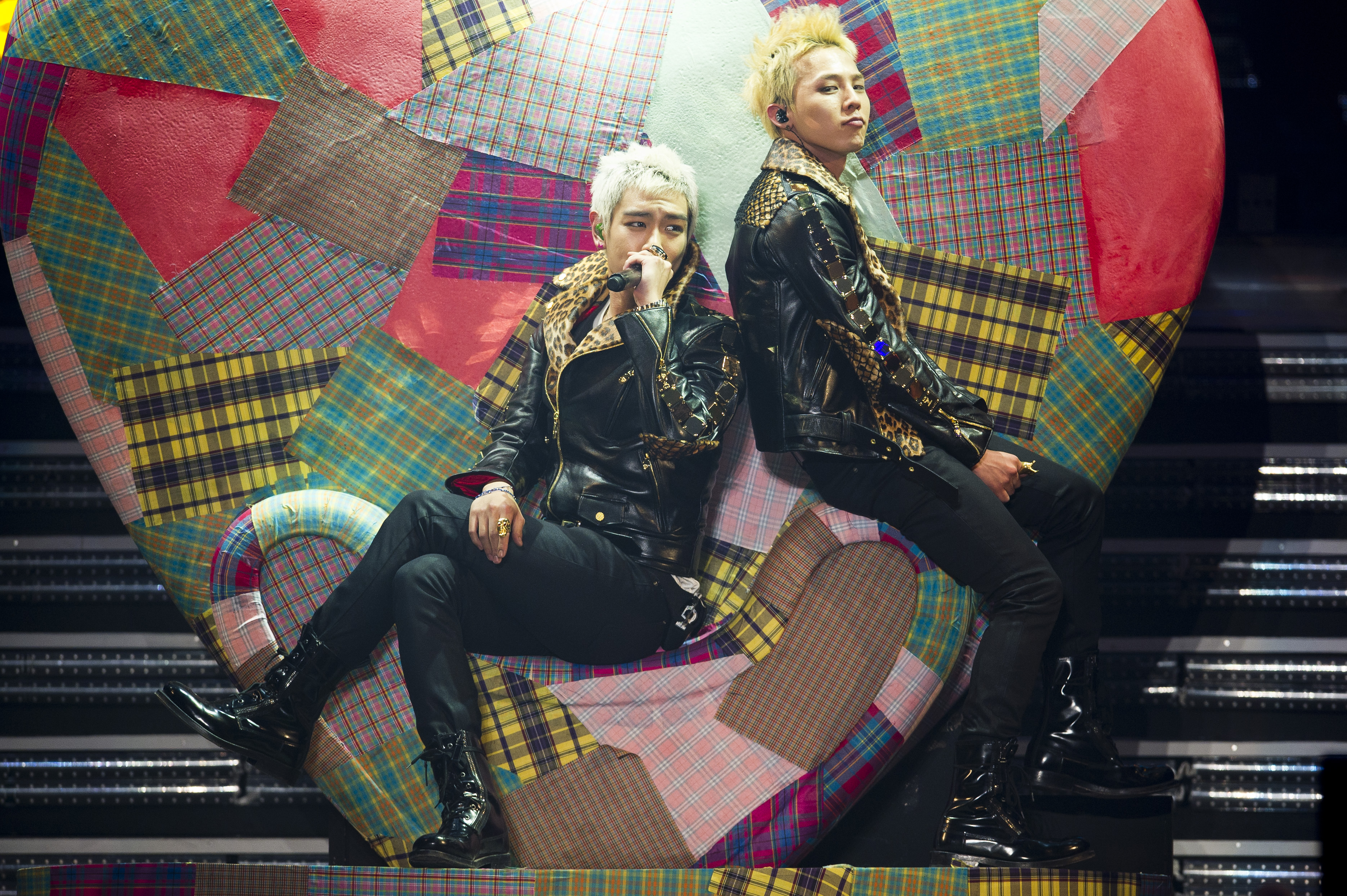
GD&TOP durante apresentação em 2011.

No mesmo ano de 2011, foi anunciado a estreia da dupla no mercado musical japonês, através do lançamento de um álbum single intitulado Oh Yeah. Entretanto, devido a uma controvérsia envolvendo G-Dragon, o que ocasionou em uma suspensão temporária de suas atividades, seu lançamento previsto para 9 de novembro foi adiado até janeiro de 2012, quando foi vendido como uma edição limitada durante o concerto 15th Anniversary YG Family realizado no Japão.

### 2015–presente: Zutter
Em 2015, após uma pausa de quatro anos, a YG Entertainment anunciou que GD&TOP iriam realizar seu retorno através de um novo single, lançado como parte do álbum single E, e posteriormente integrado ao álbum Made, pertencente ao Big Bang. Em 25 de julho de 2015, seu título "Zutter" foi revelado. A canção foi lançada em 5 de agosto de 2015, poucos dias depois, a emissora KBS proibiu sua transmissão, devido sua letra e título. Após seu lançamento, ela vendeu 280,817 cópias digitais em sua primeira semana, e atingiu a posição de número dois nas paradas Gaon Digital Chart, Gaon Download Chart e Gaon Streaming Chart, Billboard World Digital Songs  e na parada Video do QQ Music, atrás apenas "Let's Not Fall in Love", canção do Big Bang. No fim do ano, "Zutter" havia vendido 823,317 cópias na Coreia do Sul e 6,000 nos Estados Unidos.

## Impacto
Desde sua estreia, GD&TOP vem adquirindo êxito em seus lançamentos e recebendo elogios por parte dos críticos de música. A revista XXL listou a dupla como um dos "15 rappers coreanos que você deveria conhecer", dizendo que "se não fosse por artistas como os dois, o rap coreano provavelmente não teria acumulado um apelo tão internacional que está tendo agora. O K-pop atual, está cheio de boy bands com um membro designado como rapper, e em nove de cada dez vezes, eles são moldados por estes dois". Seus vídeos musicais para "Knock Out" e "High High", foram listadas em número sete e quatro, respectivamente, na lista do Stereogum de melhores vídeos musicais de K-pop. "High High" posicionou-se ainda em número sete, na lista de melhores canções de K-pop de todos os tempos da revista Spin. Adicionalmente, "Knock Out", foi descrita pela Billboard como o "K-pop no seu melhor".

## Integrantes
| Nome artístico | Nome artístico | Nome de nascimento | Nome de nascimento | Data de nascimento              |
| Romanizado     | Hangul         | Romanizado         | Hangul             | Data de nascimento              |
| -------------- | -------------- | ------------------ | ------------------ | ------------------------------- |
| T.O.P          | 탑             | Choi Seung-hyun    | 최승현             | 4 de novembro de 1987 (37 anos) |
| G-Dragon       | 지드래곤       | Kwon Ji-yong       | 권지용             | 18 de agosto de 1988 (36 anos)  |

## Discografia

### Álbum
| Título                                                                                   | Detalhes do álbum                                                                                  | Melhores posições nas paradas | Melhores posições nas paradas | Melhores posições nas paradas | Melhores posições nas paradas | Vendas                                          |
| Título                                                                                   | Detalhes do álbum                                                                                  | COR                           | JAP                           | TW                            | EUA World                     | Vendas                                          |
| ---------------------------------------------------------------------------------------- | -------------------------------------------------------------------------------------------------- | ----------------------------- | ----------------------------- | ----------------------------- | ----------------------------- | ----------------------------------------------- |
| GD&TOP                                                                                   | - Lançamento: 24 de dezembro de 2010 - Gravadora: YG Entertainment - Formato: CD, download digital | 1                             | 8                             | 10                            | 11                            | - : 204,249 mil - : 16,854 mil (Edição coreana) |
| "—" indica lançamentos que não figuraram nas paradas ou não foram lançados nessa região. | |                               |                               |                               |                               |                                                 |

### Singles

#### Como artista principal
| Ano                                                                                      | Título                   | Melhores posições nas paradas | Melhores posições nas paradas | Vendas                        | Álbum    |
| Ano                                                                                      | Título                   | COR Gaon                      | EUA World                     | Vendas                        | Álbum    |
| ---------------------------------------------------------------------------------------- | ------------------------ | ----------------------------- | ----------------------------- | ----------------------------- | -------- |
| 2011                                                                                     | "Oh Yeah" (com Park Bom) | 2                             | —                             | - : 1,380,732 milhões         | GD&TOP   |
| 2011                                                                                     | "High High"              | 3                             | 17                            | - : 1,390,163 milhões         | GD&TOP   |
| 2011                                                                                     | "Knock Out"              | 5                             | 15                            | - : 775,180 mil               | GD&TOP   |
| 2011                                                                                     | "Don't Go Home"          | 11                            | —                             | - : 859,056 mil               | GD&TOP   |
| 2011                                                                                     | "Baby Goodnight"         | 24                            | —                             | - :23,520 mil                 | GD&TOP   |
| 2011                                                                                     | "Intro"                  | 71                            | —                             | —                             | GD&TOP   |
| 2015                                                                                     | "Zutter"                 | 2                             | 2                             | - : 823,317 mil - : 6,000 mil | E / Made |
| "—" indica lançamentos que não figuraram nas paradas ou não foram lançados nessa região. |                          |                               |                               |                               |          |

#### Como artista convidado
| Ano  | Título                                                                                             | Melhores posições nas paradas | Vendas          | Álbum               |
| Ano  | Título                                                                                             | COR Gaon International        | Vendas          | Álbum               |
| ---- | -------------------------------------------------------------------------------------------------- | ----------------------------- | --------------- | ------------------- |
| 2012 | "Dancing on My Own" (Pixie Lott com participaão de GD&TOP)                                         | 2                             | - : 342,113 mil | Young Foolish Happy |
| 2013 | "Bubble Butt" (remix) (Major Lazer com participação de Bruno Mars, G-Dragon, T.O.P, Tyga e Mystic) | 2                             | - : 95,848 mil  | Free the Universe   |

### Videos musicais
| Ano  | Título                      | Álbum  |
| ---- | --------------------------- | ------ |
| 2010 | "High High"                 | GD&TOP |
| 2011 | "Knock Out"                 | GD&TOP |
| 2011 | "Baby Good Night"           | GD&TOP |
| 2011 | "Don't Go Home"             | GD&TOP |
| 2011 | "Oh Yeah" (versão japonesa) | —      |
| 2015 | "Zutter"                    | Made   |

## Prêmios
| Ano  | Premiação          | Categoria   | Resultado | Ref.   |
| ---- | ------------------ | ----------- | --------- | ------ |
| 2011 | Melon Music Awards | Rap/Hip Hop | Venceu    | [ 42 ] |

### Vitórias em programas de música
| Canção      | Programa     | Emissora | Data                   |
| ----------- | ------------ | -------- | ---------------------- |
| "Oh Yeah"   | M! Countdown | Mnet     | 30 de dezembro de 2010 |
| "High High" | M! Countdown | Mnet     | 6 de janeiro de 2011   |
| "High High" | Inkigayo     | SBS      | 9 de janeiro de 2011   |
| "Zutter"    | M! Countdown | Mnet     | 20 de agosto de 2015   |